# San Pedro Valencia
San Pedro Valencia är en ort i Mexiko.   Den ligger i kommunen Acatlán de Juárez och delstaten Jalisco, i den centrala delen av landet, 500 km väster om huvudstaden Mexico City. San Pedro Valencia ligger 1 468 meter över havet och antalet invånare är 337.
Terrängen runt San Pedro Valencia är varierad, och sluttar söderut. Runt San Pedro Valencia är det ganska tätbefolkat, med 239 invånare per kvadratkilometer. Närmaste större samhälle är Bellavista, 4,2 km söder om San Pedro Valencia. I omgivningarna runt San Pedro Valencia växer huvudsakligen savannskog.